# Grażyna Bożek-Wota
Grażyna Bożek-Wota (ur. 26 października 1953 w Lublinie) – polska pianistka i pedagog. 
Ukończyła studia na Akademii Muzycznej we Wrocławiu w klasie fortepianu prof. Włodzimierza Obidowicza. Jest zdobywcą wyróżnień na kilkunastu ogólnopolskich i światowych konkursach. Od ukończenia studiów prowadzi działalność pedagogiczną w Akademii Muzycznej we Wrocławiu. W roku 2002 uzyskała tytuł profesora nadzwyczajnego, a od roku 2005 piastuje stanowisko kierownika Katedry Kameralistyki na wrocławskiej Akademii Muzycznej. Od roku 2011 została powołana na stanowisko kierownika Mistrzowskiego Kursu Pianistycznego w Dusznikach Zdroju. Jej działalność pedagogiczną stanowi także praca z osobami niepełnosprawnymi oraz młodzieżą szkół muzycznych niższego szczebla.